# Vindula talautensis
Vindula talautensis är en fjärilsart som beskrevs av Talbot 1932. Vindula talautensis ingår i släktet Vindula och familjen praktfjärilar. Inga underarter finns listade i Catalogue of Life.